# プレーローマ
プレーローマ (Pleroma、コイネー: πλήρωμα) は、通常、神の力の全てを指す概念。この言葉は、キリスト教神学の文脈、特にグノーシス主義で用いられる。この言葉は、コロサイの信徒への手紙2章9節でも使用されており、現代の研究者からは信憑性が疑われているものの、伝統的にパウロに関係するとみなされてきた。この言葉は新約聖書で17回使われている。 